# Eva Brems
Eva Brems (Leuven, 12 augustus 1969) is een Belgisch hoogleraar mensenrechten en voormalig Kamerlid voor Groen.

## Levensloop

### Jeugd
Brems is de dochter van KU Leuven-hoogleraar Hugo Brems.
Ze studeerde rechten aan de universiteit van Namen (kandidaturen) en de Katholieke Universiteit Leuven (licentie). Het eerste semester van haar derde licentiejaar volgde Brems aan de Università degli Studi van Bologna in het kader van een Erasmus-programma. Na haar licentie behaalde Brems nog een Master of Law aan de Harvard Law School. Brems doctoreerde in de rechten aan de KU Leuven onder de titel Human Rights: Universality and Diversity. Daarnaast volgde ze in de jaren 90 cursussen Italiaans, Arabisch en Duits in Leuven.

### Professionele carrière
Van 1992 tot 1994 en van 1995 tot 1999 was Brems wetenschappelijk medewerker aan de KU Leuven. Binnen de faculteit Rechtsgeleerdheid werkte ze mee aan een project rond "Burger en Rechtsbescherming". Tussen 1999 en 2001 was Brems assistent staatsrecht aan de KU Leuven. Zij was tevens docent staats- en bestuursrecht aan de Universiteit Maastricht in 1999 en 2000.
Sinds 2000 doceert Brems aan de Universiteit Gent. Ze is er hoogleraar aan de rechtsfaculteit. Brems doceert er 'Mensenrechten', 'Recht en gender' en 'Multiculturaliteit en recht'. Ze was onder meer voorzitter van de Vlaamse afdeling van Amnesty International. Daarnaast werd Brems lid van de raad van bestuur van Vormen, Vlaamse organisatie voor mensenrechteducatie, en hoofdredacteur van het Tijdschrift voor Mensenrechten sinds januari 2003. Ze was voorzitter van Amnesty Vlaanderen van 2006 tot 2010. Ook bij de Liga voor Mensenrechten en Advocaten Zonder Grenzen heeft Brems een tijdlang deel uitgemaakt van het bestuur. Ze had in De Standaard een column.
Brems' bekendheid in Vlaanderen nam toe toen ze in 2007 deelnam aan de televisiequiz De Slimste Mens ter Wereld, waar ze de finaleweek haalde en als derde eindigde. In 2010-2011 deed ze wederom mee met deze quiz, waar ze het record van elf opeenvolgende deelnames evenaarde.
Bij de Belgische federale verkiezingen van 13 juni 2010 was Brems lijsttrekker op de Leuvense Kamerlijst voor Groen!. Ze raakte verkozen tot lid van de Kamer van volksvertegenwoordigers. In 2011 was ze het enige Kamerlid dat tegen het boerkaverbod stemde.
Bij de lokale verkiezingen in 2012 was ze lijstduwer van de Groen-provincielijst voor het provinciedistrict Leuven en de Groen-lijst van de stad Leuven. Ze raakte voor beide verkozen, maar besloot haar zetel in de gemeenteraad niet op te nemen.
In 2014 stelde ze zich niet meer kandidaat bij de parlementsverkiezingen.

## Publicaties
- Eva Brems en Jogchum Vrielink, Menselijke waardigheid in de Nederlandse Grondwet?, Voorstudie ten behoeve van de Staatscommissie Grondwet (2009), Kluwer, 2010
- Eva Brems, Adriaan Overbeke, Marie-Claire Foblets, Culturele diversiteit in het onderwijs. Een werkboek, Acco Leuven, 2009, ISBN 9789033469015
- Eva Brems, K. Henrard, R. De Langhe, Botsing van grondrechten, Boom Juridische uitgevers, 2008, ISBN 9789054548607
- Eva Brems, Conflicts between fundamental rights, Intersentia, 2008, ISBN 905095779X, 9789050957793
- Eva Brems (red), Federalism and the Protection of Human Rights in Ethiopia, Volume 8 van Recht und Politik in Afrika, LIT Verlag Münster, 2008, ISBN 3037359404, ISBN 9783037359402
- Eva Brems, Ludo Abicht, Ruth Stokx, Recht en minderheden. De ene diversiteit is de andere niet, Die Keure, 2006, ISBN 9086610099, ISBN 9789086610099
- Eva Brems, Article 14: the right to freedom of thought, conscience and religion, Volume 14 van Commentary on the United Nations Convention on the Rights of the Child, Martinus Nijhoff Publishers, 2006, ISBN 9004147217, ISBN 9789004147218
- Eva Brems, Human rights: universality and diversity, Volume 66 van International studies in human rights, Martinus Nijhoff Publishers, 2001, ISBN 9041116184, ISBN 9789041116185
- Eva Brems, Modelcode beginselen van algemeen procesrecht, Federale diensten voor wetenschappelijke, technische en culturele aangelegenheden, 1997

- Bibliothèque nationale de France: cb14600105r (data)
- Catàleg d'autoritats de noms i títols de Catalunya: 981058609542206706
- CiNii: DA13451319
- Gemeinsame Normdatei: 135851394
- International Standard Name Identifier: 0000 0003 6640 0253
- Library of Congress Control Number: n2001103545
- Nationale Bibliotheek van Tsjechië: xx0223324
- Nationale Bibliotheek van Israël: 987007583817005171
- Nederlandse Thesaurus van Auteursnamen: 170834921
- Istituto Centrale per il Catalogo Unico: UFIV146780
- Système universitaire de documentation: 060582294
- Virtual International Authority File: 233171101
- WorldCat: E39PBJyMgrqxp9FppJvXyFwBfq